# Selección femenina de rugby de Portugal
La selección femenina de rugby de Portugal es el equipo nacional que representa a la Federação Portuguesa de Rugby en competencias internacionales.

## Historia
Los primeros antecedentes de la selección femenina de Portugal datan de 1995, cuando perdieron por 50 a 0 en la ciudad alemana de Heidelberg frente a la selección local.
Su primera participación en una competencia fue el Rugby Europe Women's Trophy de 2021-22 en el cual obtuvieron dos triunfos frente a Bélgica y Alemania.

## Palmarés
- Rugby Europe Women's Trophy (1): 2022-23

## Participación en copas

### Copa Mundial
- No ha clasificado

### Rugby Europe Women's Championship
- Europa 2024: 3° puesto
- Europa 2025: 3° puesto

### Rugby Europe Women's Trophy
- Europa 2021-22: 1° puesto (Grupo B)
- Europa 2022-23: Campeón